# カチョ
カチョ (cacho)はボリビアで親しまれているサイコロ遊び。5個のサイコロをカップに入れて振り、出た目の組み合わせで点数を競う。

## 遊び方
2人から6人程度で遊ばれる。用意するものはサイコロを5個とカップが1つ、点数を記録する紙と鉛筆である。
まず、適当な方法でゲームをする順番を決める。（各自1個のサイコロを振って最も数が多い人から反時計回り、など。）
プレイヤーは5個のサイコロを全てカップにいれ、机の上に振り出す。出た目が次のいずれかの状態ならば「役」として点数をもらう。
- 12345または23456 : エスカレラ (escalera) 30点
- 3個の同じ数字と2個の同じ数字 : フル (full) 35点
- 4個が同じ数字 : ポケル (poker) 45点
- 5個全部が同じ数字 : グランデ (grande) その場でゲーム終了

この1投目で役が出た場合、役名の後に「デ・マノ (de mano)」を付けて呼ぶ（「エスカレラ・デ・マノ」「フル・デ・マノ」など）。
グランデ・デ・マノが出ると、その場でゲームは終わりになり、それまでの得点などに一切関係なく、出した人が勝利者となる。
これらの役が出なかった場合、または役が出ても他の役を狙いたい場合などは、机上のサイコロのうち好きな数のサイコロをカップに戻して振り直す。この振り直しは2回までできる。
2投目と3投目で役が出た場合は、エスカレラ=25点、フル=30点、ポケル=40点と、各5点ずつ低くなり、グランデは試合終了にせずに50点とする。
3投目を終えても役が無い場合には、同じ数字のサイコロが多いものを選んで、「その数字の得点」とすることができる。例えば、23555であった時には「5の得点」として5×3=15点、13366であった時には「6の得点」として6×2=12点、12346であった時には「6の得点」として6×1=6点を獲得する。（必ずしも最高の数字を採用しなければいけないわけではない。最初のケースでは「2の得点」として2×1=2点としても構わない。）
こうして役または数字の得点が決まったら、それを紙にメモして、次のプレイヤーにサイコロとカップを渡す。
これを全員が10回ずつ繰り返して、1ゲームが終了となる。ただし、2回目以降は、それまでに自分が獲得した役または数字を再び獲得することはできない。例えば、1回目にフルを獲得していれば、2回目に22444が出たとしてもフルの得点を得ることはできず、4×3=12点または2×2=4点としなければいけない。
ただし、グランデ・デ・マノだけは、既にグランデを獲得していても役として認められ、その場でゲーム終了となる。
3投目までを終えた状態で、まだ獲得していない役または数字が全く無い場合、残っている役または数字のどれかを0点として獲得しなければならない。回数が後半になると、この状況が多発することになる。
10回を終了するとちょうど全ての役と数字の得点が埋まり、ゲームが終了となる。終了時点で獲得した点数の合計が多い者が勝利者である。

## 記録表

カチョの記録の例

ゲームの記録は、各自紙切れに#状の升目を書いてそこに記載してゆく。
升目の左側は上から順に「1の得点」「2の得点」「3の得点」の欄で、中央は上から順に「エスカレラの得点」「フルの得点」「ポケルの得点」の欄、右側は上から順に「4の得点」「5の得点」「6の得点」の欄となる。グランデの得点は欄外の下の方に書く。
右の記録例は7回目までを終えた時点のもので、1の得点として2点、2の得点として0点（役が無いため2の得点をあきらめた）、5の得点として15点、6の得点として12点、エスカレラ・デ・マノ、ポケル、グランデを獲得している。
役の欄には得点を書くのではなく、獲得した場合○印、0点とした（獲得をあきらめた）場合×印をつけることもある。この場合は、1投目で獲得した役については◎印や「+5」と書き込む。また、グランデの欄には獲得した場合には$印を書き込むこともある。

## バリエーション
地域などによって、上記の基本ルールにいくつかの派生ルールを付け加えて遊ばれることが多い。
中でももっとも多く行なわれているのは、サイコロの裏の面を使ってもよいというルールである。「全部のサイコロをひっくり返して使ってもよい」「どれでも好きなサイコロを好きな数だけ裏面にして使ってもよい」「必ず2個は裏面にしなければいけない」「裏面にできるのは1投目だけ」など、裏面ルールだけでもかなりのバリエーションがある。
裏面を使ってもよいルールにすると、当然ながら役が出やすくなる。このため、裏面ルールを採用する場合には2投目までしか振れないというルールになることもある。
その他、グランデの獲得欄を1つではなく2つにし、10回ではなく11回行なうというルールもある。

## 名称
カチョというのは、南米のスペイン語でサイコロ用の壷をさす言葉である。このため、ボリビア以外の南米ではカチョという言葉でサイコロ遊び全般を指すことがある。
カチョの愛好家は1から6の数字を次のような言葉で言い表す、いわゆる隠語をよく用いる。
- 1 : アス (as) : 英語のaceの意か？
- 2: トント (tonto) : 愚か者の意
- 3: トレン (tren) : 列車の意
- 4: クアドラ (cuadra) : 部屋の意
- 5: キナ (quina) :
- 6: セナ (cena) : 夕食の意

このうち、3から6についてはそれぞれスペイン語で発音が似ている単語を言っているだけで、その意味に由来は無い。

## その他
ボリビアにおいてカチョは庶民の遊びとして大変人気が高い。仲間同士で集まって酒を飲む場で、歓談しながら行なわれる光景をよく見かける。いわゆる居酒屋では、酒の他にカチョを注文すると、サイコロ・カップ・紙・鉛筆のセットを貸してくれる。
一番点数が少ない者はチュフライというボリビア独自のカクテルを一気飲みする、グランデ・デ・マノがでると皆で祝杯をあげる、などと大騒ぎしながら夜深けるまでカチョを楽しむのである。